# 奧揚山
05°54′01″N 62°32′29″W / 5.90028°N 62.54139°W

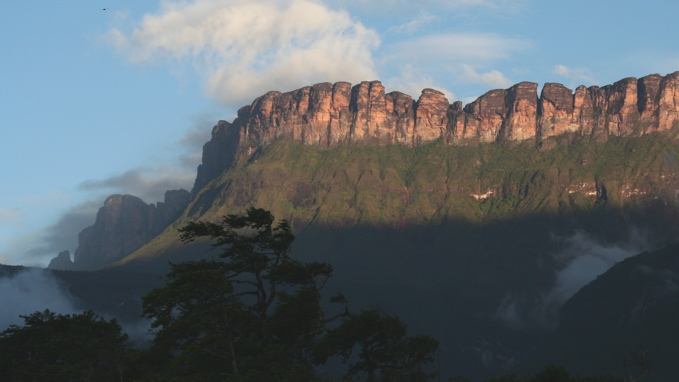

奧揚山（英語：Auyán-tepui），是委內瑞拉的山峰，位於該國東南部玻利瓦爾州，屬於圭亞那地盾的一部分，面積666.9平方公里，海拔高度2,450米，是安赫爾瀑布的所在地。